# Mala Ukrina
Mala Ukrina är ett vattendrag i Bosnien och Hercegovina.   Det ligger i entiteten Republika Srpska, i den centrala delen av landet, 110 km norr om huvudstaden Sarajevo.
Omgivningarna runt Mala Ukrina är en mosaik av jordbruksmark och naturlig växtlighet. Runt Mala Ukrina är det ganska tätbefolkat, med 67 invånare per kvadratkilometer.